# Partit de l'Esperança
El Partit de l'Esperança (en japonès: 希望の党, transliterat: Kibō no Tō), va ser un partit polític de centre-dreta i ideologia conservadora sorgit al Japó l'any 2017 amb l'objectiu de concòrrer a les eleccions generals del mateix any.
Kibō no Tō es va fusionar amb el Partit Democràtic per formar el Partit Democràtic Popular el 7 de maig de 2018. Tanmateix, alguns membres populistes de dretes van decidir formar un nou partit amb el mateix nom. L'octubre de 2021, el partit es va dissoldre per segona vegada.

## Història
El Partit de l'Esperança va ser fundat el 2017 per antics membres del Partit Democràtic i del partit prefectural Tomin First no Kai, de la Governadora de Tòquio, na Yuriko Koike, amb l'objectiu de concòrrer a les eleccions generals de 2017. A les eleccions el partit obtingué 51 escons, quedant en tercer lloc, darrere del Partit Liberal Democràtic i del Partit Constitucional Democràtic del Japó. La fins aleshores Presidenta del partit, la Governadora Koike, va dimitir pels resultats als comicis, essent substituïda per en Yuichiro Tamaki.
Actualment, el partit es troba en un procés de confluència amb el Partit Democràtic, anomenat Partit Democràtic per a la Gent on s'integraràn els membres d'ambdos partits, procés que culminà el 7 de maig de 2018. Diverses faccions dels dos partits anunciaren que no s'integrarien en el nou partit i que s'unirien a altres partits o es farien independents.

### Refundació després de la fusió
Diversos membres de l'ala més dretana del partit liderats per en Shigefumi Matsuzawa van crear un nou partit separat amb el nom de Partit de l'Esperança el 7 de maig de 2018, el mateix dia de la creació del Partit Democràtic Popular.
El 5 de juny de 2018, l'exsecretària general Kuniko Koda va abandonar el partit i el Partit de l'Esperança va perdre el seu estatus legal com a partit polític i es va convertir en una organització política. El 28 de maig de 2019, Matsuzawa va dimitir com a líder del partit i Nariaki Nakayama va esdevenir el nou líder del partit, però el partit es va dissoldre l'1 d'octubre de 2021.

## Ideologia
El Partit de l'Esperança era un partit de centre-dreta (o dreta des de la refundació del 2018) d'ideologia conservadora. El partit defensava també postulats del liberalisme econòmic. El partit s'oposava a l'increment dels impostos directes al consum, així com a l'ús de l'energia nuclear. La formació donava suport a la reforma de l'article 9 de la Constitució Japonesa.

## Resultats electorals

### Cambra de Representants
| Any  | Candidat     | Vots      | %      | Pos. | Diputats | +/- | Govern   |
| ---- | ------------ | --------- | ------ | ---- | -------- | --- | -------- |
| 2017 | Yuriko Koike | 9.677.524 | 17,36% | 3r   | 50 / 465 | Nou | Oposició |

## Presidents of party
| No. | Name                | Image | Term of office         | Term of office         |
| No. | Name                | Image | Took office            | Left office            |
| --- | ------------------- | ----- | ---------------------- | ---------------------- |
| 1   | Yuriko Koike        |       | 25 de setembre de 2017 | 14 de novembre de 2017 |
| 2   | Yuichiro Tamaki     |       | 14 de novembre de 2017 | 7 de maig de 2018      |
| 3   | Shigefumi Matsuzawa |       | 7 de maig de 2018      | 28 de maig de 2019     |
| 4   | Nariaki Nakayama    |       | 28 de maig de 2019     | 1 d'octubre de 2021    |